# Chery QQ
Chery QQ (кодова назва S11) — авто класу «А». Виготовляється в Китаї компанією Chery Automobile починаючи з 2003 року. Починаючи з 2006 року авто отримало назву Chery QQ3 в Китаї, коли Chery запустила випуск нових суперміні Chery QQ6.

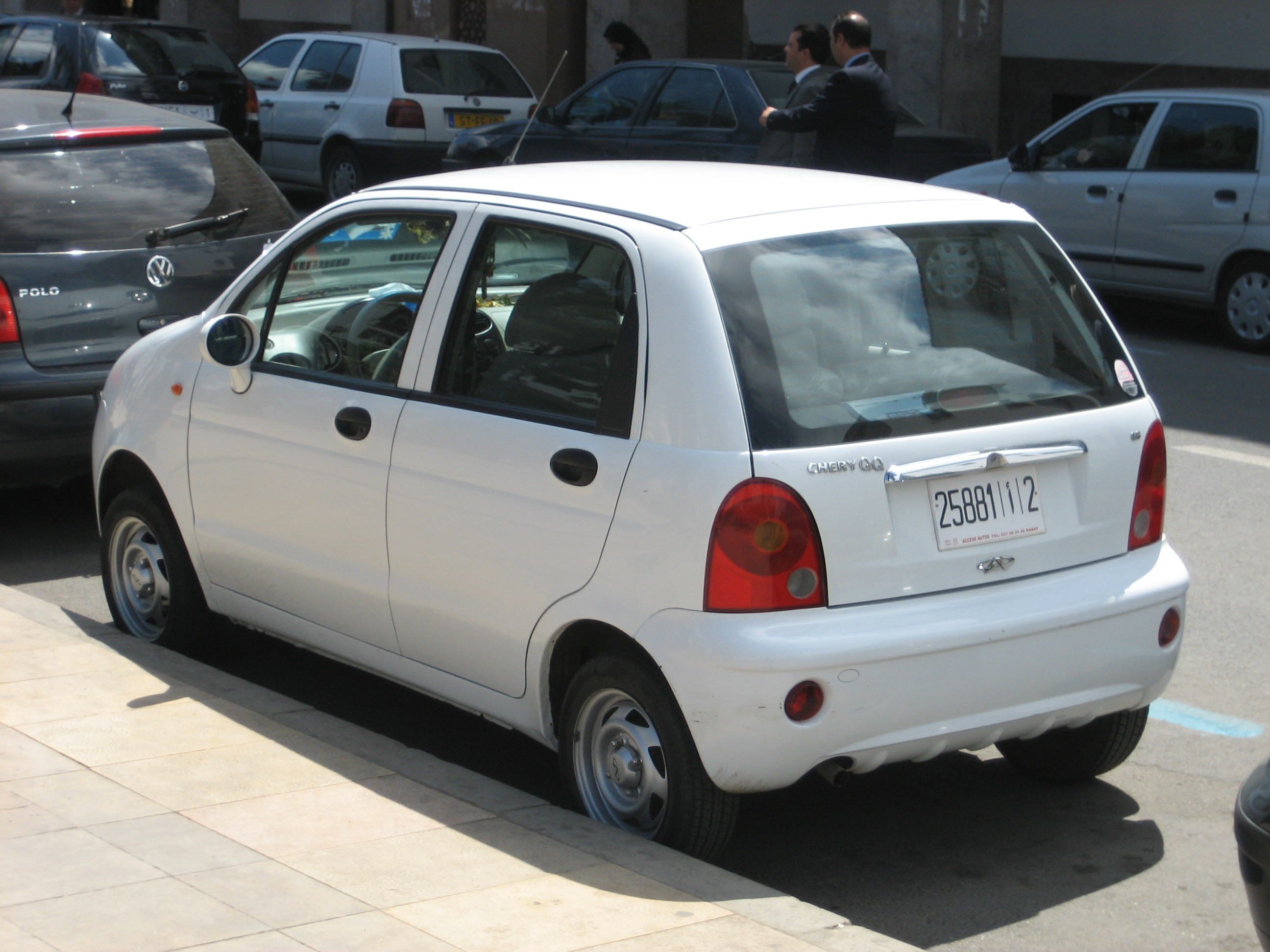
Chery QQ

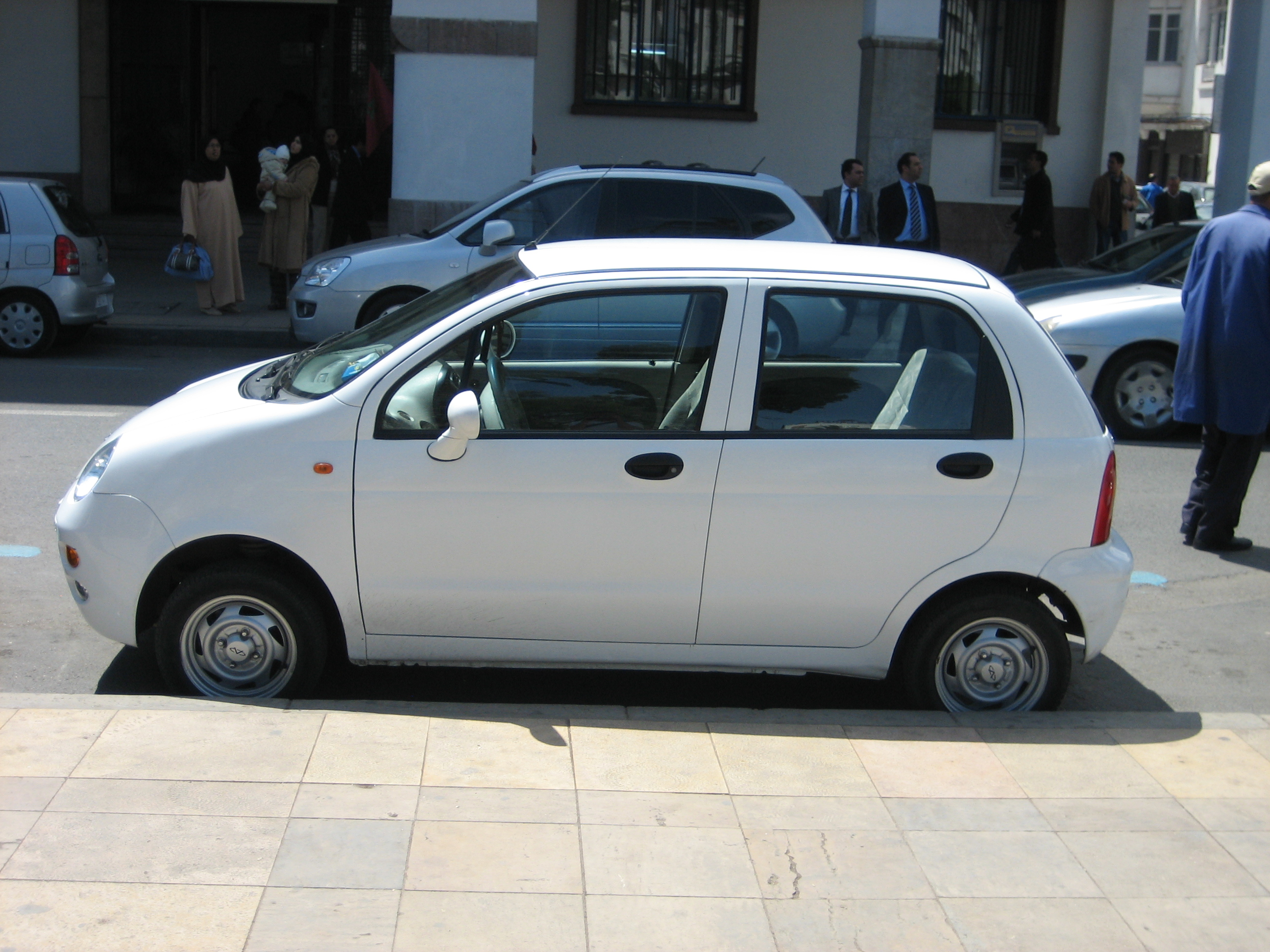
Chery QQ

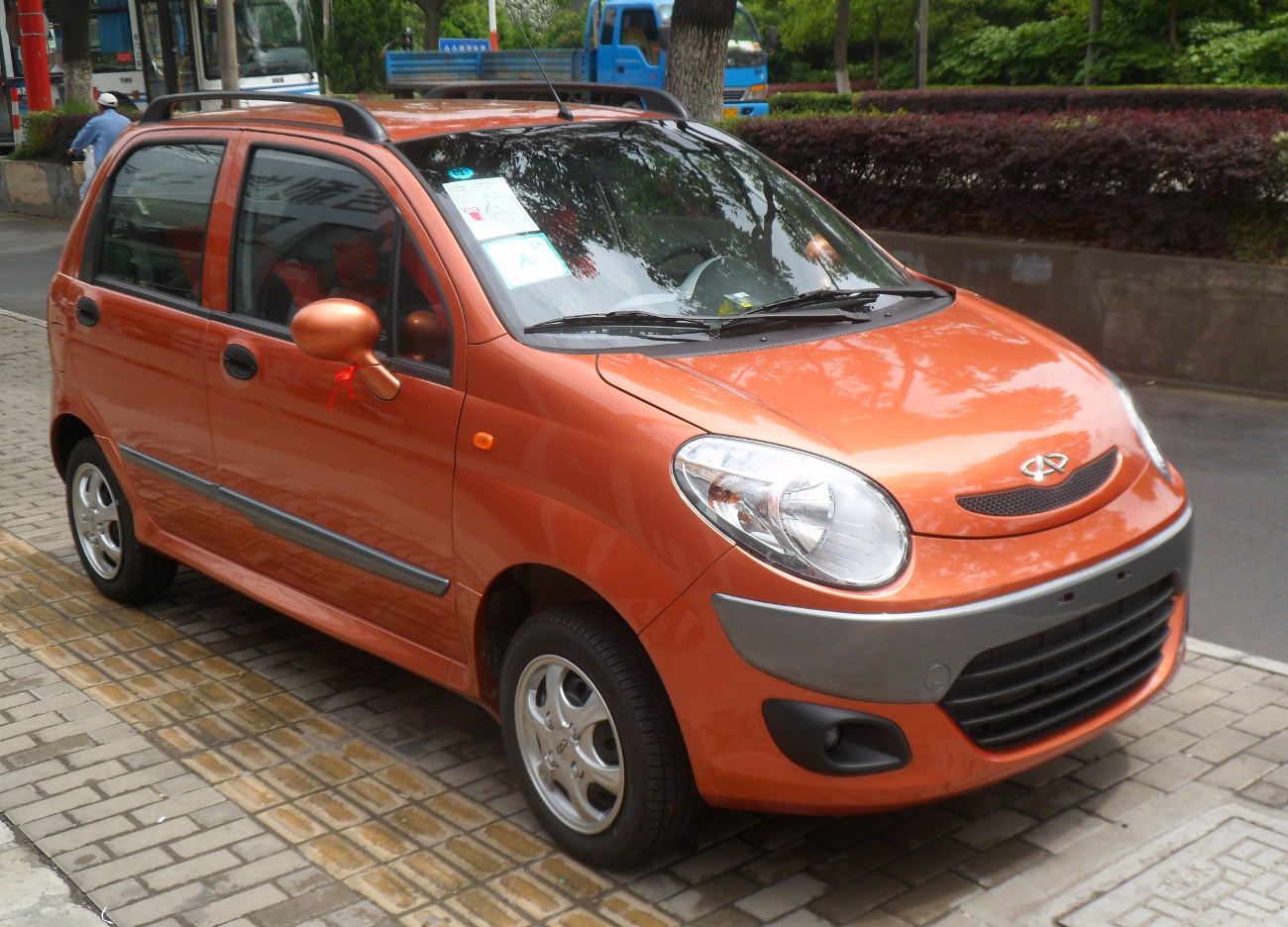
Chery QQ3 Sport (з 2012)

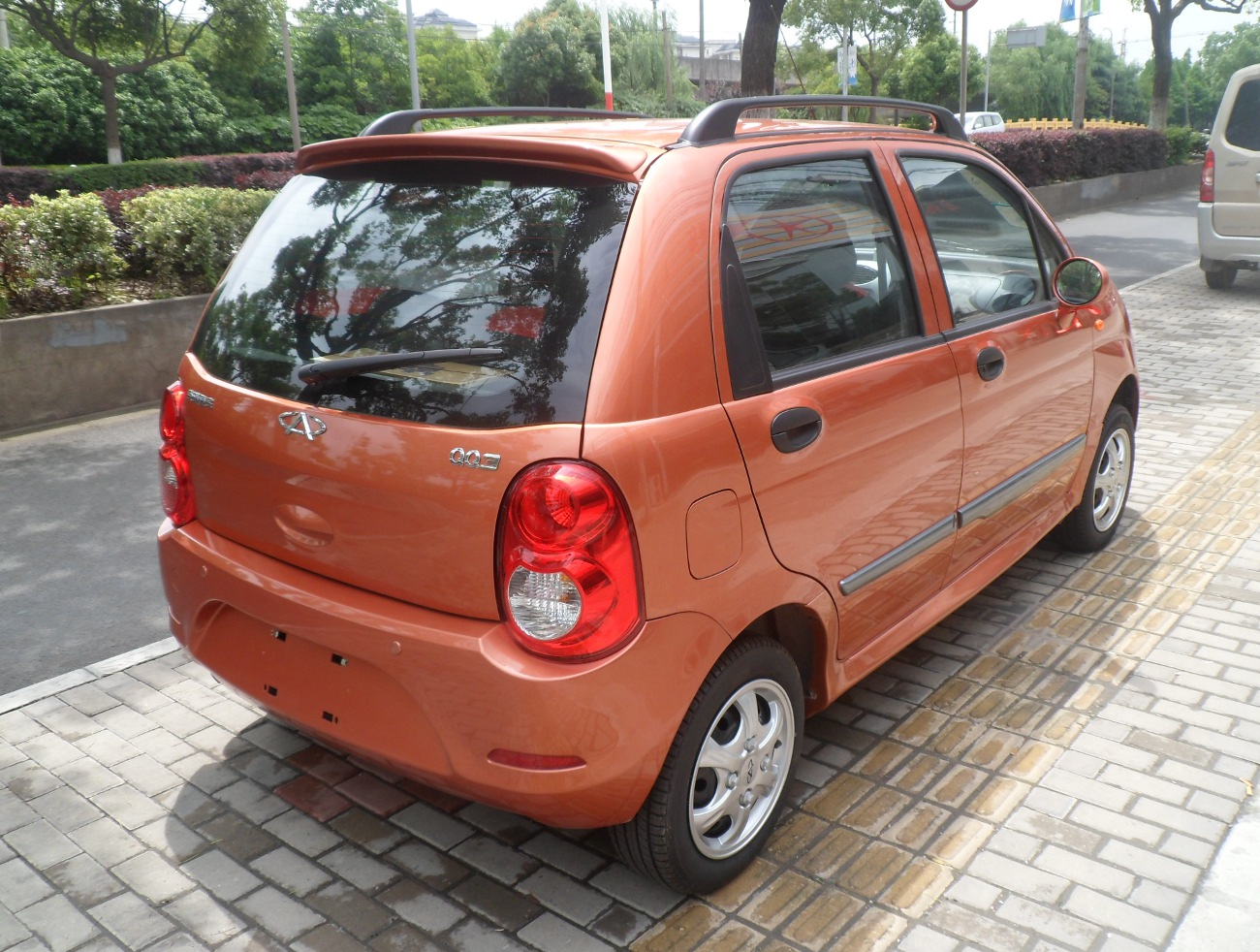
Chery QQ3 Sport (з 2012)

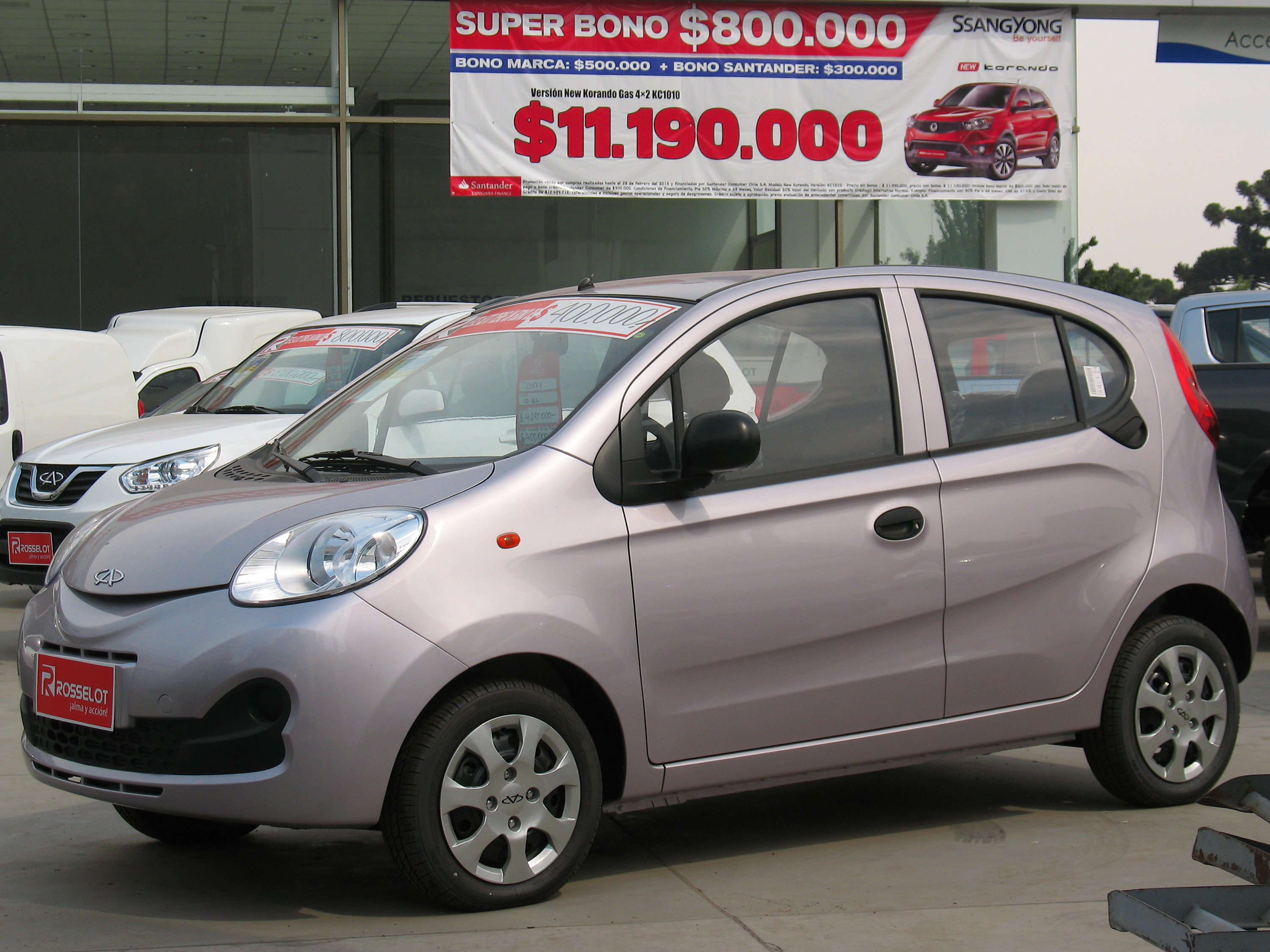
Chery QQ (2013–2022)

В Китаї авто продається за ціною 30,000-45,000 RMB. Ціна для європейського ринку є орієнтовно € 5000.
Chery QQ є доступною у двох комплектаціях з бензиновими двигунами (обидва відповідають Євро-3 стандарту):
- 0,8 Л SQR372 I3 DOHC 12v — 51 к.с. на 6000 об/хв, 70 Н·м на 3500 об/хв
- 1,1 Л SQR472F I4 DOHC 16v — 67 к.с. на 6000 об/хв, 90 Н·м на 3500 об/хв

В 2012 році Chery QQ3 модернізували, змінивши передню і задню оптику, крила, бампери і решітку радіатора.
В 2013 році представлено Chery QQ другого покоління.

## Галерея

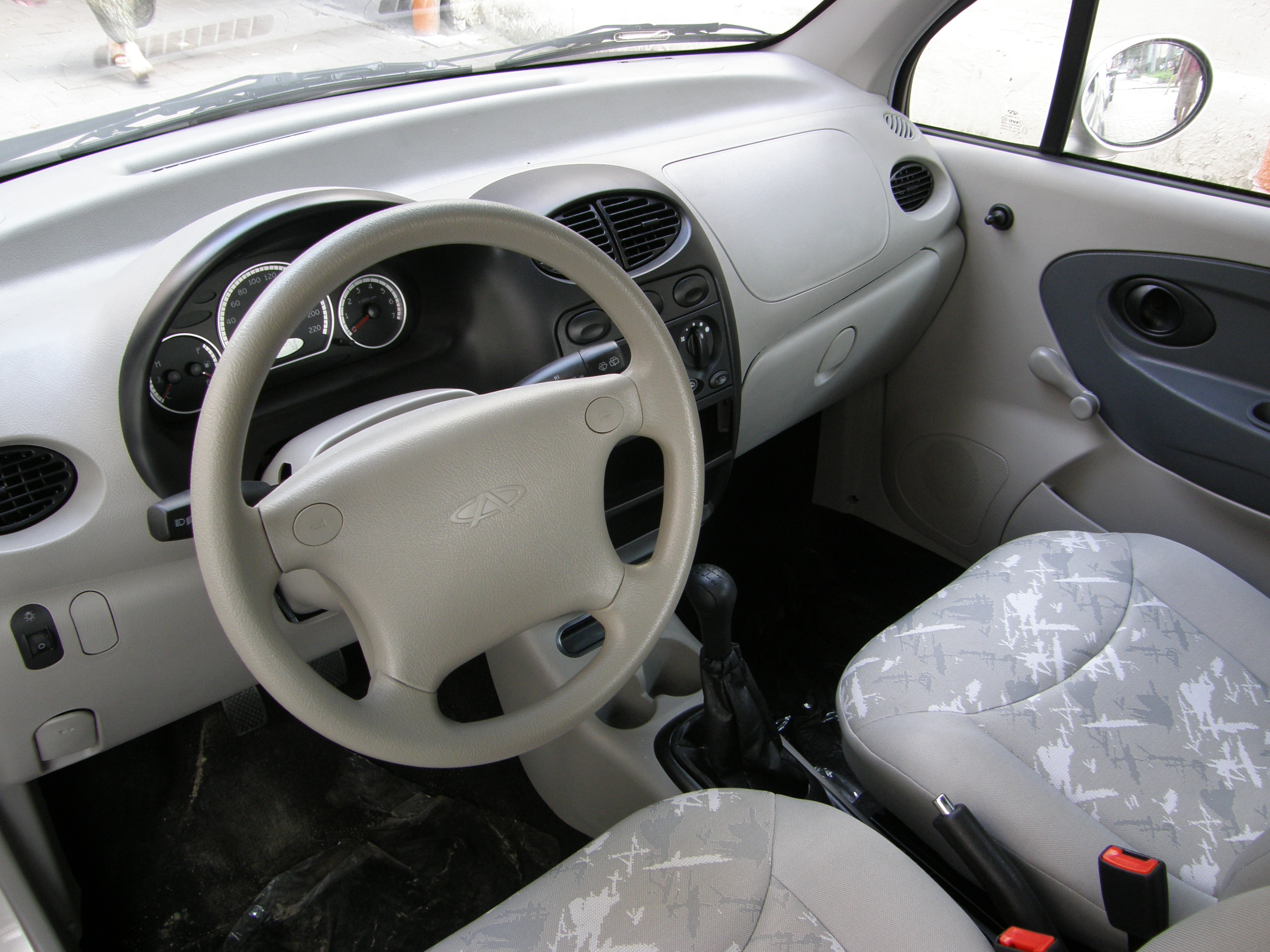
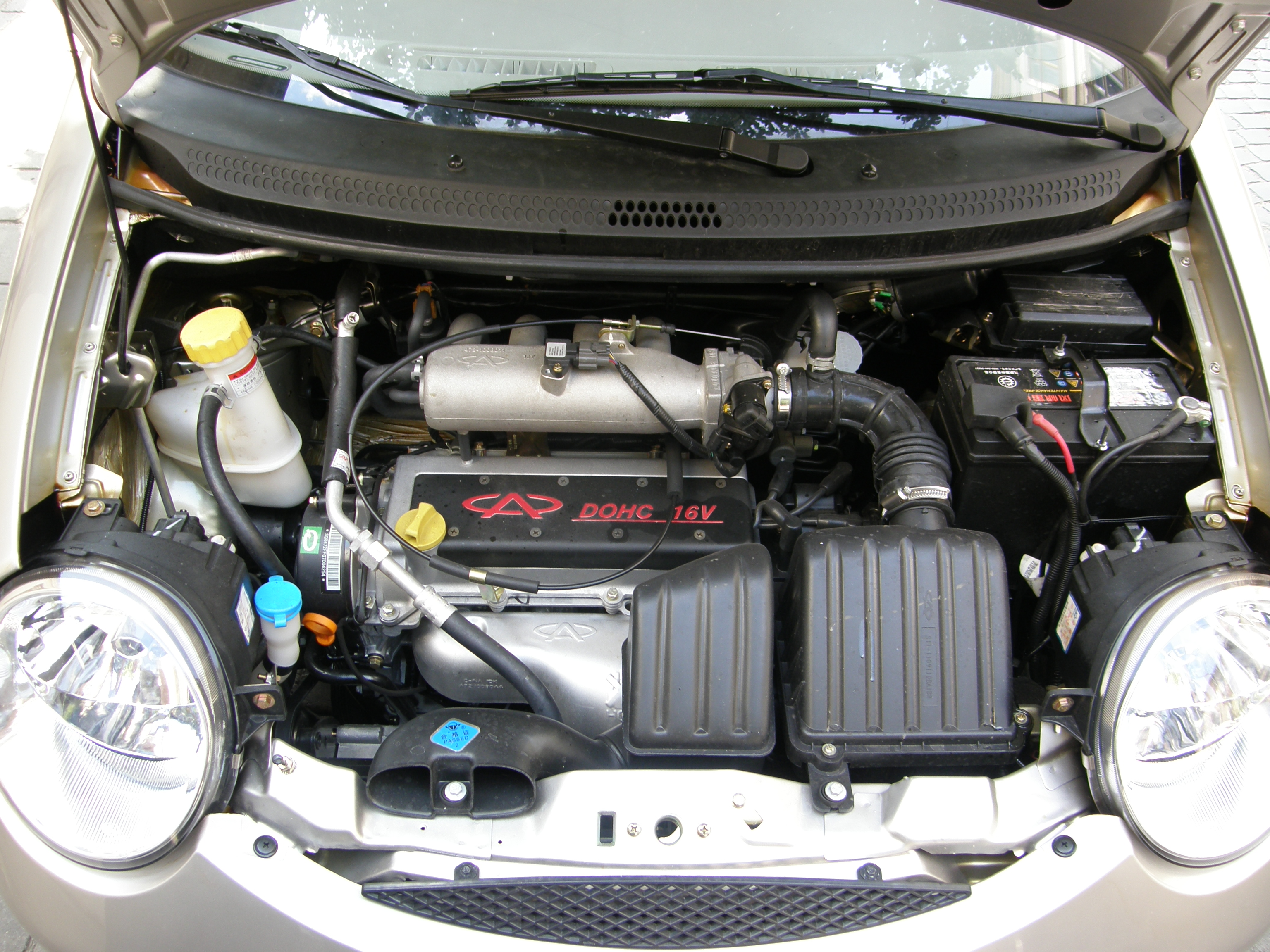
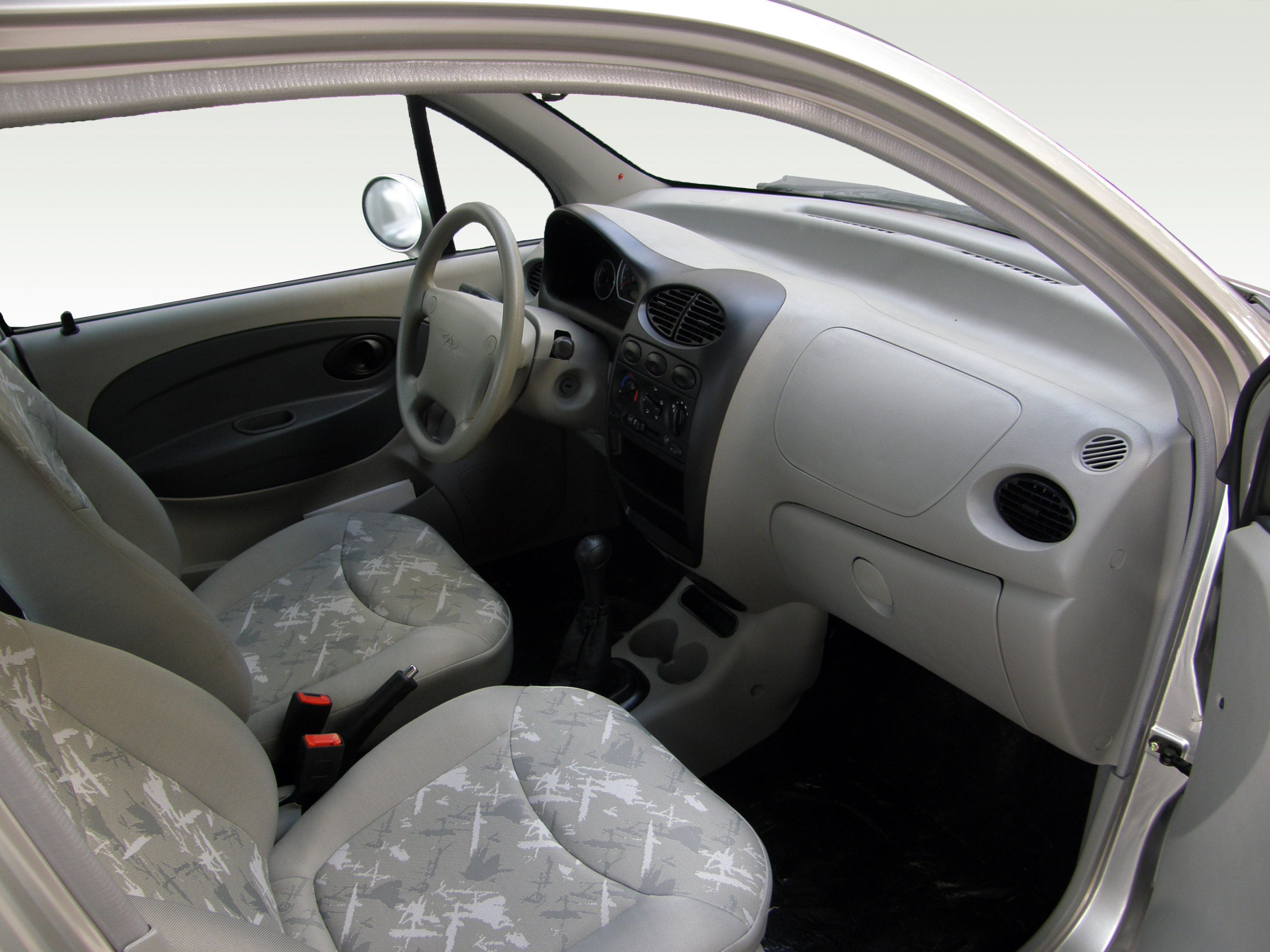
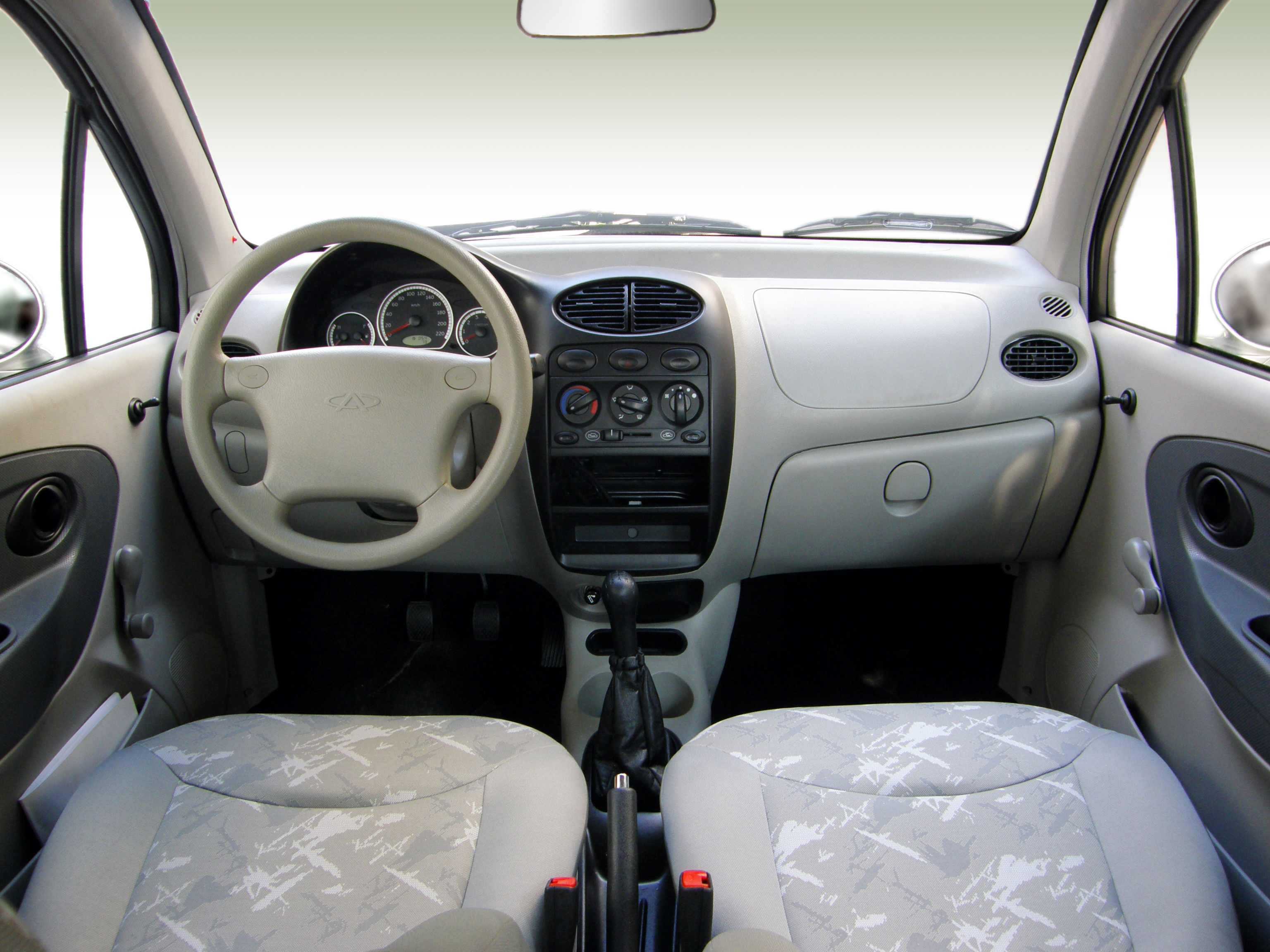

## Технічні характеристики
| Характеристика                                 | Показник                      |
| Маса споряджена                                | 880 кг                        |
| Маса повна:                                    | 1265 кг                       |
| Час розгону до 100 км/год                      | 17 сек                        |
| Бензин:                                        | 93/95                         |
| Витрата палива на 100 км                       |                               |
| міський цикл                                   | 8,2 л                         |
| при швидкості 90 км/год                        | 5,3 л                         |
| при швидкості 120 км/год                       | 6,4 л                         |
| Двигун                                         |                               |
| Розташування                                   | спереду, поперечно            |
| Число циліндрів                                | 4                             |
| Число клапанів                                 | 16                            |
| Об'єм двигуна                                  | 1083 см³                      |
| Потужність при 5500 об./хв.                    | 53 к.с.                       |
| Максимальний обертовий момент при 3000 об./хв. | 87 Нм                         |
| Підвіска                                       |                               |
| Передня                                        | «МакФерсон» зі стабілізатором |
| Задня:                                         | торсійний нерозрізний міст    |
| Рульове керування:                             | рейкове з гідропідсилювачем   |
| Гальма:                                        |                               |
| Передні:                                       | дискові                       |
| Задні:                                         | барабанні                     |
|                                                |                               |
| Шини:                                          | 145/70 R13                    |
| Об'єм багажника                                | 190 л                         |